# Vregny
Vregny é uma comuna francesa na região administrativa de Altos da França, no departamento de Aisne. Estende-se por uma área de 4,5 km². Em 2010 a comuna tinha 93 habitantes (densidade: 20,7 hab./km²).